# Ernst Strecke
Ernst Strecke (* 2. Dezember 1820 in Freiwalde, Landkreis Glatz, Provinz Schlesien; † 8. Juni 1885 in Habelschwerdt, Landkreis Habelschwerdt) war ein Römisch-katholischer Geistlicher und Pfarrer in Habelschwerdt sowie Reichstagsabgeordneter.

## Leben
Strecke studierte Katholische Theologie an der Universität Breslau und wurde 1846 zum Priester geweiht. Abschließend war er Kaplan in Ebersdorf im Landkreis Habelschwerdt und ab 1853 Religionslehrer am  Katholischen Gymnasium in Glatz, wo er von 1858 bis 1862 als Regens des Konvikts wirkte. 1862 wurde er in das Preußische Abgeordnetenhaus gewählt. 1862 bis 1885 war er Stadtpfarrer an der St.-Michael-Pfarrkirche in Habelschwerdt in der Grafschaft Glatz und von 1863 bis 1874 Kreisschulinspektor. Von September 1871 bis 1874 war er Mitglied des Deutschen Reichstags für das Zentrum für den Wahlkreis Breslau 12 (Glatz-Habelschwerdt). Er wurde in einer Ersatzwahl für Domkapitular Franz Künzer gewählt.